# コキクガシラコウモリ
コキクガシラコウモリ（小菊頭蝙蝠、Rhinolophus cornutus）は、キクガシラコウモリ科キクガシラコウモリ属に分類されるコウモリ。

## 分布
- R. c. cornutus コキクガシラコウモリ

日本（北海道、本州、四国、九州）固有亜種
- R. c. orii オリイコキクガシラコウモリ

日本（奄美大島、沖永良部島、加計呂麻島、徳之島）固有亜種

## 形態
頭胴長が3.5 - 4.8 cm、尾長が1.6 - 2.6 cm、前腕長3.6 - 4.4 cm、体重は4.5 - 9 gになる。下唇の裸出板は4つに分かれる。和名の通りキクガシラコウモリより体の大きさが2分の1ほどであり、小型である。体毛は淡い褐色になる。出産を経験した雌は、下腹部に1対の擬乳頭が肥大する。北の個体の方が大型であり、南へいくに従って小さくなるという地理的変異がある。

## 分類
頭骨の形態に基づき、オキナワコキクガシラコウモリを同種とする説もある。
- Rhinolophus cornutus cornutus Temminck, 1834 コキクガシラコウモリ、ニホンコキクガシラコウモリ
- Rhinolophus cornutus orii Kuroda, 1924 オリイオキクガシラコウモリ Orii's least horseshoe bat

## 生態
主に山地から里山に生息する。夜行性で、50 - 数百頭の群れを形成し、昼間は洞窟（鍾乳洞・鉱山廃鉱など）を隠れ家として休む。夕方になると隠れ家から出て、飛翔する昆虫類を捕食し、日の出前に洞穴へ帰ってくる。洞窟などから出る時は、出入り口付近で何度も出入りを繰り返す。その後は決まった経路を繰り返し飛びながら採餌する。夜間には、ねぐらとは違う場所に数頭集まって休息場所とすることもある。
餌となる昆虫類が飛ばない冬期は冬眠する。冬眠期と繁殖期では温度など求める条件が異なるようであり、同一の洞穴で両方の条件を満たさない時は、条件の合う別の洞穴へ移動することが知られている。秋の繁殖期以外は雌雄がわかれて生活する傾向が強い。冬眠期には、雄は集団を作り11 - 13℃の場所で冬眠するが、多くの成獣の雌は単独で10℃以下の場所で冬眠する。
繁殖形態は胎生であり、繁殖期には妊娠した雌と雄に分かれて数百頭になる集団を形成する。6月に1頭の幼獣を産む。幼獣は約25日で飛翔できるようになる。哺育の初期には、幼獣が雌の下腹部にある擬乳頭をかんでしがみつく。

## 保護上の位置づけ
亜種 オリイコキクガシラコウモリ Rhinolophus cornutus orii
- 絶滅危惧IB類 (EN)（環境省レッドリスト）[7]
- 鹿児島県版レッドデータブック - 絶滅危惧Ⅱ類

開発による生息地の破壊や、ねぐらや冬眠場所である洞窟の減少などにより生息数は減少している。
日本では1929年に西湖蝙蝠穴およびコウモリ、1938年に岩泉湧窟及びコウモリとして、西湖蝙蝠穴と岩泉湧窟（竜泉洞）の個体が国の天然記念物に指定されている。